# Cristofano dell'Altissimo

Cristofano dell'Altissimo (ca. 1525-1605) was een Italiaanse schilder uit Florence . 
Voor hertog Cosimo I de 'Medici kopieerde hij in Como minstens 280 van de portretten van bekende personen uit de verzameling van Paolo Giovio (484 in totaal). 
De meeste van de door Dell'Altissimo gekopieerde portretten zijn te zien in de Galleria degli Uffizi in Florence . 

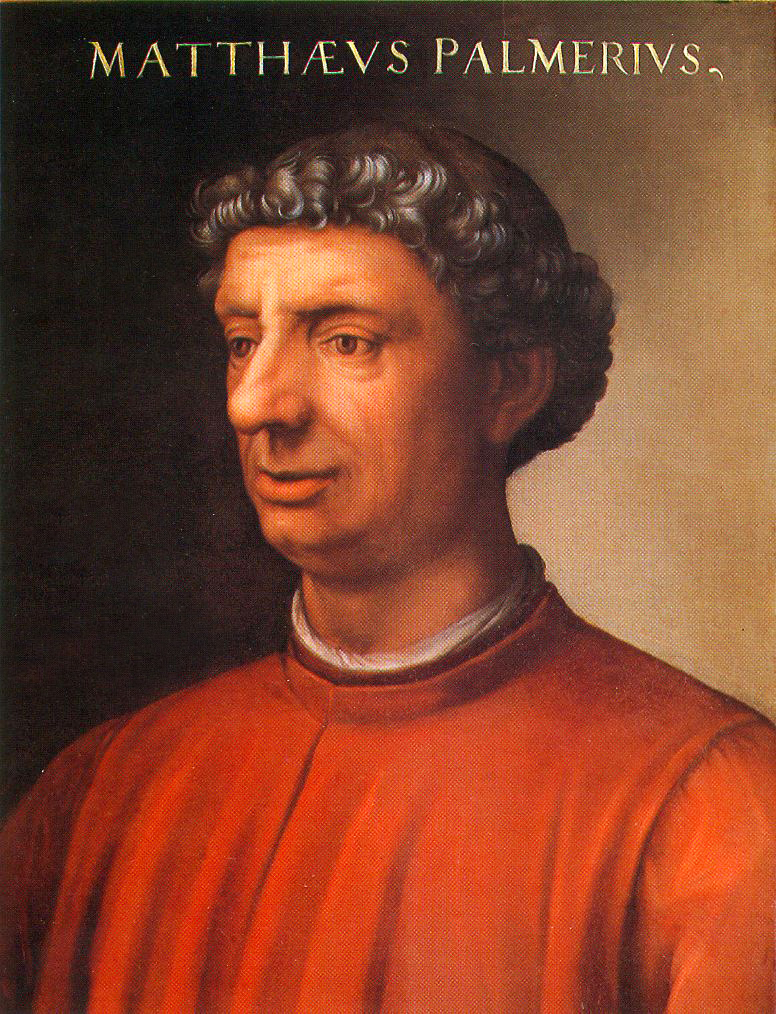
Portret van Matteo Palmieri (1406-1475)
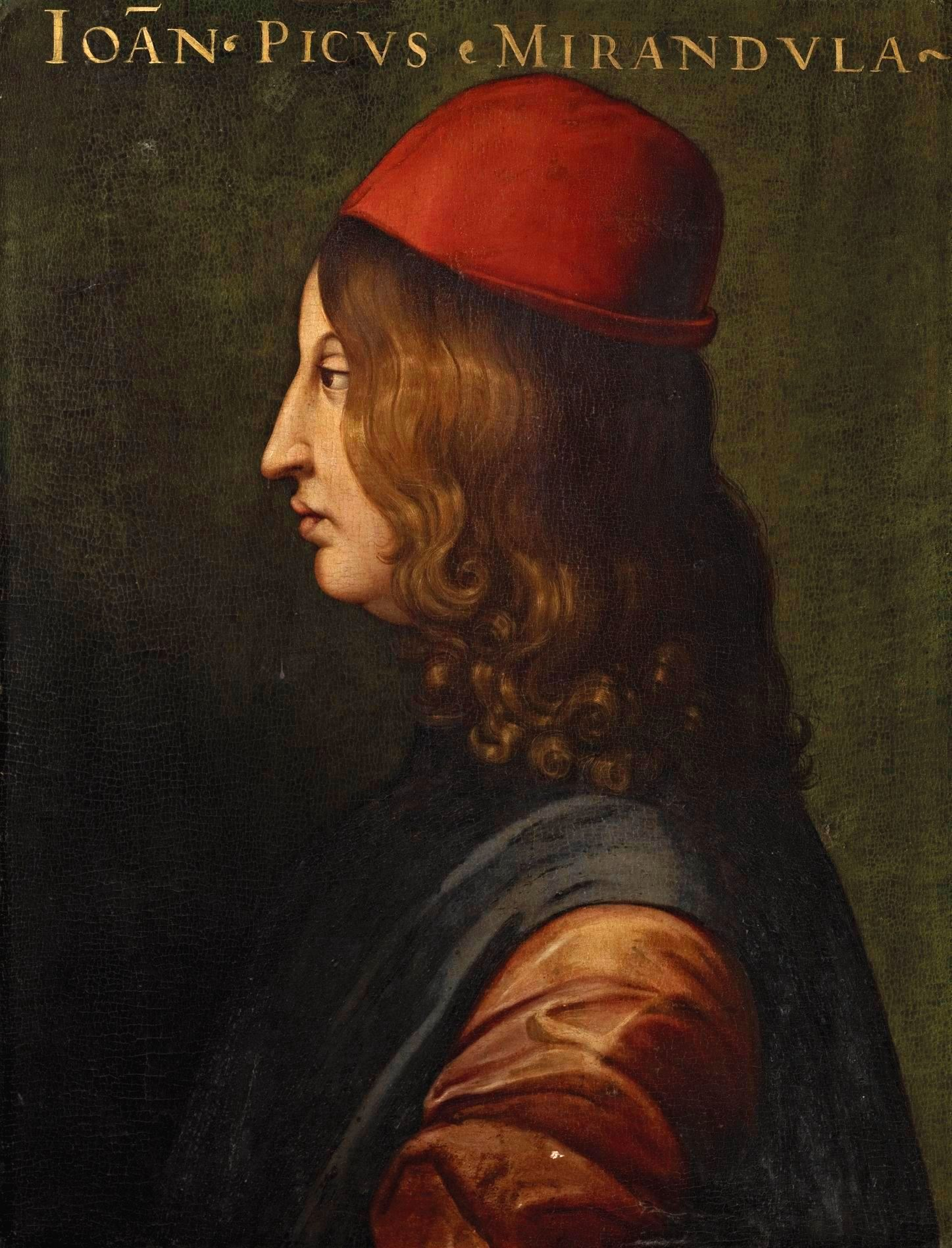
Giovanni Pico della Mirandola (1463–1494)
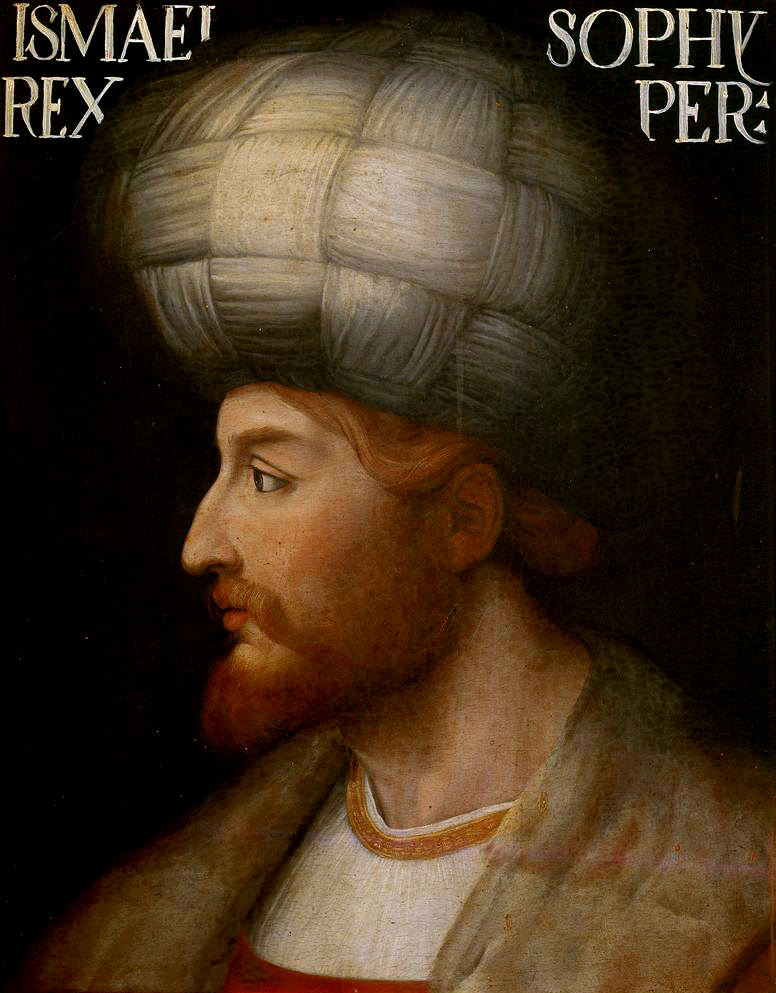
Shah Ismail I Safavi (1487-1524)
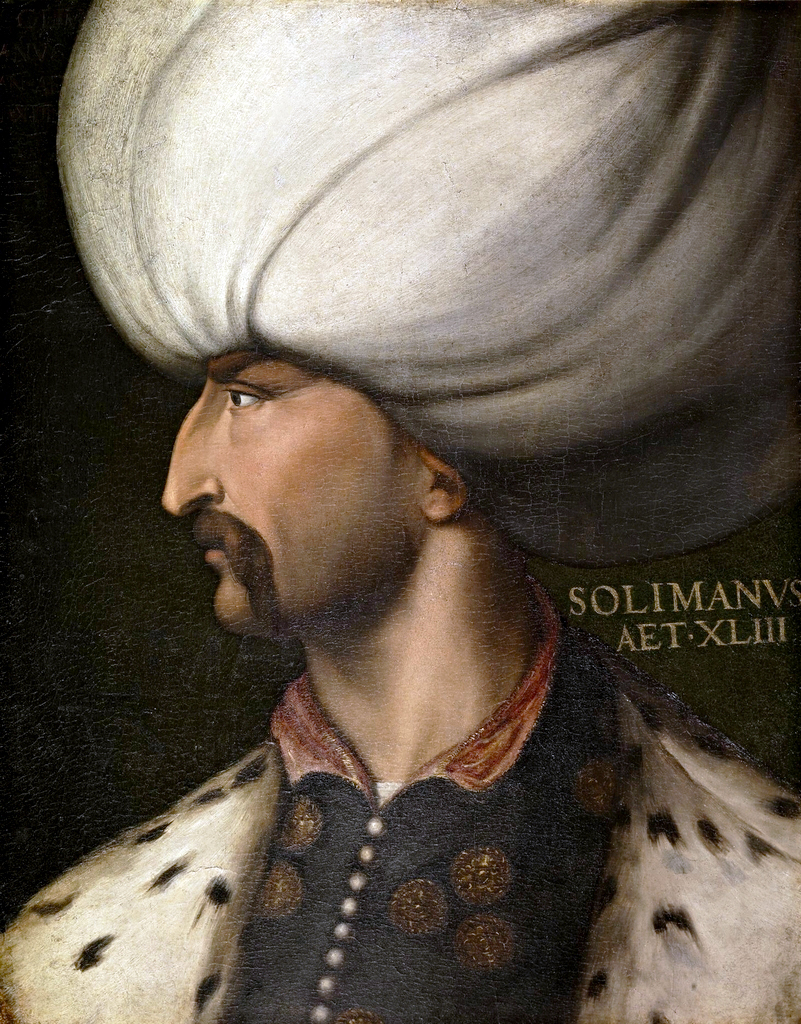
Portret van Suleiman de Grote (1494-1566)